# Label Bleu
Label Bleu ist ein 1986 von dem Toningenieur Michel Orier gegründetes französisches Label des Jazz, improvisierender Musik und der Weltmusik mit Sitz in Amiens. Das Label wird teilweise öffentlich finanziert und gehört dem „Maison de la Culture“ in Amiens. Die Leitung hatte zunächst Orier, seit 2000 der Produzent Pierre Walfisz.
Zunächst widmete sich das Label ganz dem Jazz, ab 1992 aber auch der Weltmusik (Sub-Label „Indigo“) und ab 2002 der elektronischen Musik (Sub-Label „Bleu Indigo“). Zu seinen Künstlern zählen führende französische Jazzmusiker. Im Einzelnen z. B. Henri Texier (mit dem sie ihren ersten großen Erfolg „An Indians Week“ 1993 hatten), Bojan Zulfikarpašić, Claude Barthélémy, Éric Legnini, Marc Ducret, Richard Galliano, Daniel Humair, Aldo Romano, Paolo Fresu, Rita Marcotulli, Enrico Rava, das Orchestre National de Jazz, Michel Portal, Julien Lourau, der englische Sänger Piers Faccini, Malik Mezzadri, der Cellist Vincent Ségal, der US-amerikanische Klezmer-Klarinettist David Krakauer, Louis Sclavis, Dave Liebman, George Russell und  Steve Coleman. 2005/6 kam das Label in finanzielle Schwierigkeiten aufgrund Einbrüchen in den Verkaufszahlen ihrer Backlist (auch bei ihren Bestsellern wie dem Trio Romano, Sclavis, Texier). Nach gescheiterten Verhandlungen mit Harmonia Mundi stoppte das Label Juli 2007 vorläufig seine Produktion.